# Susan Wayland
Susan Wayland (Leipzig, 23 de junio de 1980) es una modelo alemana que se dedica a la fotografía, especialmente en el ámbito del fetichismo del látex. Ha aparecido en numerosas revistas masculinas internacionales, en publicidad comercial, en vídeos musicales y películas. Está considerada como una de las mejores modelos del sector del látex.

## Biografía
De adolescente, se interesó por interpretar diferentes personajes y participó en varios proyectos de teatro y grupos de baile. En 1999, empezó a estudiar en la Universidad de Braunschweig y conoció al fotógrafo de moda y glamour Norman Richter. Richter y Wayland desarrollaron un interés mutuo por crear visiones artísticas y descubrieron el látex como material de confección para la fotografía artística de moda.
Su trabajo como modelo pasó pronto de ser una afición a un trabajo. Tras su graduación en la universidad en 2007, Wayland comenzó a trabajar como modelo profesional de látex. En 2012 Wayland dejó el negocio con Richter. Desde entonces Wayland ha seguido una carrera en solitario como modelo de moda de látex.

## Carrera
El trabajo de Wayland pronto ganó la atención de prominentes publicaciones y sitios de fetiche y látex. Pronto Wayland fue ganando más exposición, experiencia, y fue más activamente modelando y actuando. Trabajó con notables fotógrafos fetichistas y alternativos como Peter W. Czernich, Martin Perreault, Roman Kasperski y diseñadores y empresas de látex o fetiche como Patrice Catanzaro, Westwardbound, Marquis Fashion, Cathouse Clothing y Pandora Deluxe. Desde 2014, Wayland ha producido la revista online Finest-Addiction y se convirtió en una parte completa del equipo creativo de S&M Photography. Desde 2017, Wayland es embajadora del producto de cuidado del látex VIVISHINE.

### Publicaciones
A partir de 2004, la carrera impresa de Wayland comenzó a repuntar, y apareció en anuncios y volantes para los mayores eventos fetichistas de látex de Alemania (por ejemplo, German Fetish Fair 2004 y múltiples volantes de Lounge Bizarre). Otros créditos incluyen revistas, sitios web, calendarios y directorios como el número 3 de Full-size (2005), el número 17 de Dark Spy (2007), el número 63 de DDIMag (2007), el número 1 de Fet-X (2007), el número 203 de Gum, los números 37 y 43 de Marquis, el número 227 de Massad, el número 52 de Skin Two, el número 98 de Pirate y la portada de FORUM (noviembre de 2009). Desde entonces, Wayland ha trabajado en varios proyectos de vídeo y fotografía con modelos de la escena del látex como Bianca Beauchamp, Emily Marilyn y Ancilla Tilia.

### Vídeo
Wayland actuó en el vídeo musical Wrong Love de Smatka Molot, el cuál ganó el Premio Hollywood 2006 al Mejor vídeo musical y el premio al mejor vídeo musical internacional del Festival de Cine Independiente de Nueva York de 2007.
Wayland se ha convertido en una de las modelos e intérpretes fetichistas más conocidas de Alemania y ha sido reconocida con numerosos artículos en publicaciones fetichistas y del sector.